# Reprezentacja Pakistanu w krykiecie mężczyzn
Reprezentacja Pakistanu w krykiecie mężczyzn – drużyna sportowa krykieta, reprezentująca Pakistan w meczach i turniejach międzynarodowych. Potocznie drużyna nazywana jest The Green Shirts i The Shaheens. Za jej funkcjonowanie odpowiedzialny jest Pakistan Cricket Board.
Reprezentacji Pakistanu jest wicemistrzem z roku 1999 i mistrzem świata z roku 1992. Do tej pory MŚ dwukrotnie rozgrywano w Pakistanie. Reprezentacja Pakistanu w ICC World Twenty20 w przeszłości raz zdobyła tytuł wicemistrza i raz mistrza. W ICC Champions Trophy największym osiągnięciem było trzykrotne dotarcie do półfinału. Pakistan jest dwukrotnym tryumfatorem Pucharu Azji.

## Udział w imprezach międzynarodowych

### Mistrzostwa świata
| Udział w mistrzostwach świata | Udział w mistrzostwach świata |
| Rok                           | Wynik                         |
| ----------------------------- | ----------------------------- |
| 1975                          | Faza grupowa                  |
| 1979                          | Półfinał                      |
| 1983                          | Półfinał                      |
| 1987                          | Półfinał                      |
| 1992                          | Mistrzostwo                   |
| 1996                          | Ćwierćfinał                   |
| 1999                          | Wicemistrzostwo               |
| 2003                          | Faza grupowa                  |
| 2007                          | Faza grupowa                  |
| 2011                          | Półfinał                      |
| 2015                          | Ćwierćfinał                   |
| 2019                          | –                             |
| 2023                          | –                             |

### ICC Champions Trophy
(rozgrywane jako ICC Knockout w 1998 i 2000 r.)
| Udział w ICC Champions Trophy | Udział w ICC Champions Trophy |
| Rok                           | Wynik                         |
| ----------------------------- | ----------------------------- |
| 1998                          | Ćwierćfinał                   |
| 2000                          | Półfinał                      |
| 2002                          | Faza grupowa                  |
| 2004                          | Półfinał                      |
| 2006                          | Faza grupowa                  |
| 2009                          | Półfinał                      |
| 2013                          | Faza grupowa                  |
| 2017                          | –                             |

### ICC World Twenty20
| Udział w ICC World Twenty20 | Udział w ICC World Twenty20 |
| Rok                         | Wynik                       |
| --------------------------- | --------------------------- |
| 2007                        | Wicemistrzostwo             |
| 2009                        | Mistrzostwo                 |
| 2010                        | Półfinał                    |
| 2012                        | Półfinał                    |
| 2014                        | Super 10                    |
| 2016                        | Super 10                    |
| 2020                        | –                           |

### Puchar Azji
| Udział w Pucharze Azji | Udział w Pucharze Azji |
| Rok                    | Wynik                  |
| ---------------------- | ---------------------- |
| 1984                   | 3. miejsce             |
| 1986                   | Wicemistrzostwo        |
| 1988                   | 3. miejsce             |
| 1990–91                | Nie brała udziału      |
| 1995                   | 3. miejsce             |
| 1997                   | 3. miejsce             |
| 2000                   | Mistrzostwo            |
| 2004                   | 3. miejsce             |
| 2008                   | 3. miejsce             |
| 2010                   | 3. miejsce             |
| 2012                   | Mistrzostwo            |
| 2014                   | Wicemistrzostwo        |
| 2016                   | 3. miejsce             |
| 2018                   | –                      |